# Ару, Фабио
Фа́био А́ру (итал. Fabio Aru; род. 3 июля 1990, Сан-Гавино-Монреале, Италия) — итальянский профессиональный шоссейный велогонщик, с 2018 года выступающий за команду «UAE Team Emirates».

## Карьера
Детство Фабио Ару прошло в Виллачидро на Сардинии. Фабио занимался футболом и теннисом, любил ездить на велосипеде. С 15 лет итальянец принял окончательное решение в пользу карьеры велосипедиста. Сначала Ару специализировался на маутинбайке, но после переезда в Бергамо в 18 лет выбирал шоссейные гонки. В 2009 году подписал контракт с любительской командой Palazzago. Показав хорошие результаты среди которых выделяется победа на многодневной гонке Джиро Валле-д’Аоста привлек внимание менеджеров казахстанской команды Astana Pro Team, которые подписали его с 1 августа 2012 года как стажера команды. На многодневной гонке USA Pro Cycling Challenge в Колорадо занял второе место на 6 этапе, уступив только Рори Сазерленду. В 2013 году Фабио Ару продолжил выступления за казахстанскую команду. В мае принял участие в своем первом Гранд-Туре — Джиро д'Италия, где помог лидеру команды Винченцо Нибали выиграть розовую майку. На предпоследнем этапе гонки, финишировавшем на Тре Чиме ди Лаваредо занял пятое место. И июле повторил свой успех на Джиро Валле-д’Аоста.
В 2014 году выиграл 15 этап Джиро д'Италия с финишем в гору Монтекампионе, атаковав за 3 километра до финиша вместе с лидером гонки Ригоберто Ураном. Впоследствии колумбиец отпал и Ару выиграл у него на финише 42 секунды, а у ближайших преследователей Фабио Дуарте, Наиро Кинтаны и Пьера Роллана 22 секунды. На 19 этапе — гонке с раздельным стартом в гору на 26,8 километра Фабио Ару стал вторым, уступив Кинтане 17 секунд. Этот результат позволил Ару подняться на третье место в общем зачете, которое он сохранил за собой по итогам генеральной классификации Джиро д’Италия 2014 года. Это успех стал первым подиумом молодого итальянца в генеральной классификации супермногодневок.
После успешного Гранд-тура по дорогам Италии, Фабио Ару пропустил Тур де Франс и стартовал на Вуэльте. На 11 этапе в горным финишем на Святилище Сан-Мигель де Аралар он одержал победу сольной атакой за километр до финиша, став в итоге пятым в генеральной классификации.
В 2015 году Ару, будучи капитаном Astana Pro Team на Джиро д'Италия, выиграл подряд два горных этапа у финиша (19, 20) и в итоге занял второе место в общем зачете, уступив Альберто Контадору 1 мин. 53 сек. Также стал лучшим молодым гонщиком Тура.
На Вуэльте Испании после дисквалификации Винченцо Нибали уже на втором этапе Фабио стал капитаном команды. Он прошёл пять этапов (11 — 15) в красной майке лидера гонки. В результате успешной атаки команды против неожиданного претендента голландца Тома Дюмулена на предпоследнем 20-м этапе Ару перехватывает лидерство и становится победителем Вуэльты-2015. Ему впервые покорился Гранд Тур и он стал шестым итальянцем, выигравшим Вуэльту Испании за её 80-летнюю историю.
В 2016 году Ару впервые выступил на Тур де Франс, где шёл в шестёрке лидеров за два тура до финиша, но в итоге занял только 13 место.
На старт Тур де Франс 2017 года Ару вышел в майке действующего чемпиона Италии. Сумел впервые выиграть этап (5 июля, этап номер пять), впервые надел жёлтую майку лидера гонки на 13 и 14 этапах, временно отбив её у будущего победителя в генеральной классификации Криса Фрума и в итоге занял пятое место среди 195 гонщиков, несмотря на тяжёлую травму колена, полученную три месяца назад. Из-за этой травмы он был вынужден в мае отказаться от старта на Джиро д’Италия 2017. А на Вуэльте Испании 2017 не сумел выиграть ни одного этапа и занял лишь 13 общее место, хотя долго шёл в десятке лидеров.
В итоге, посчитав сезон 2017 года неудачным, Фабио решил поменять обстановку и принял предложение арабской велоконюшни UAE Team Emirates по примеру бывшего одноклубника Винченцо Нибали, успешно возглавившего в прошлом году новую арабскую команду Bahrain–Merida. Однако и сезоне 2018 года его преследуют неудачи, так Ару снялся с  Джиро д’Италия 2018 после 18 тура, занимая лишь 27 место . А затем решил пропустить и Тур де Франс 2018, чтобы сосредоточиться на Вуэльте Испании 2018 .

## Победы
2011
- Giro della Valle d'Aosta

2012
- Giro della Valle d'Aosta
- Toscana Coppa delle Nazioni

2013
- Джиро дель Трентино  — молодёжная классификацияем зачёте
- Вуэльта Испании — выиграл этапы 11, 18 и занял 5-е место в общем зачёте

2015
- Джиро д’Италия — выиграл горные этапы 19, 20 и занял 2-е место в общем зачёте,  — лучший молодой гонщик тура.
- Вуэльта Испании — шёл пять туров (11 — 15) в красной майке лидера гонки. В результате успешной атаки на 20-м этапе Ару перехватывает лидерство и становится победителем Вуэльты-2015.

2017
- Тур де Франс 2017 — выиграл 5-й этап и шёл два этапа в жёлтой майке лидера (13 и 14 этапы) и занял 5 место в общем зачёте.

## Выступления на супермногодневках
| Гонка          | 2013 | 2014 | 2015 | 2016 | 2017 | 2018 |
| -------------- | ---- | ---- | ---- | ---- | ---- | ---- |
| Джиро д'Италия | 42   | 3    | 2    | —    | —    | Сход |
| Тур де Франс   | —    | —    | —    | 13   | 5    | —    |
| Вуэльта        | —    | 5    | 1    | —    | 13   | 23   |